# Бам (Амурська область)
Бам (рос. Бам) — залізнична станція у Сковородінському районі Амурської області Російської Федерації. Розташоване на території українського історичного та етнічного краю Зелений Клин.
Входить до складу муніципального утворення Сонячна сільрада. Населення становить 876 осіб (2018).

## Історія
З 20 жовтня 1932 року входить до складу новоутвореної Амурської області.
З 1 січня 2006 року входить до складу муніципального утворення Сонячна сільрада.

## Населення
| 2002 | 2010  | 2012 | 2013 | 2014 | 2015 | 2016 |
| ---- | ----- | ---- | ---- | ---- | ---- | ---- |
| 1057 | ↘1020 | ↘962 | ↘924 | ↘888 | ↗897 | ↘892 |
| 2017 | 2018  |      |      |      |      |      |
| ↘880 | ↘876  |      |      |      |      |      |